# Contee dello Stato di New York

Contee dello stato di New York

Lo Stato di New York prevede che le sue contee siano gestite da un’amministrazione provinciale costituita da una Legislatura di contea eletta su base uninominale, all’interno della quale si sceglie un Capo esecutivo e dei capi di dipartimento. 
Se per 57 contee vale quanto sopra detto, per le cinque contee annesse alla città di New York valgono regole speciali che devolvono ogni potere al sindaco della metropoli, salvo quanto delegato ai corrispondenti 5 borghi di New York.

## Lista
La lista delle 62 contee dello Stato di New York, negli Stati Uniti d'America:
| - Albany - Allegany - Brooklyn - Bronx - Broome - Cattaraugus - Cayuga - Chautauqua - Chemung - Chenango - Clinton - Columbia - Cortland - Delaware - Dutchess - Erie - Essex - Franklin - Fulton - Genesee - Greene - Hamilton - Herkimer | - Jefferson - Lewis - Livingston - Madison - Manhattan - Monroe - Montgomery - Nassau - Niagara - Oneida - Onondaga - Ontario - Orange - Orleans - Oswego - Otsego - Putnam - Queens - Rensselaer - Richmond (Staten Island) - Rockland | - Saint Lawrence - Saratoga - Schenectady - Schoharie - Schuyler - Seneca - Steuben - Suffolk - Sullivan - Tioga - Tompkins - Ulster - Warren - Washington - Wayne - Westchester - Wyoming - Yates |